# Efraín Ríos Montt
José Efraín Ríos Montt (16. června 1926 Huehuetenango – 1. dubna 2018) byl guatemalský politik a generál.

## Biografie
V letech 1982 a 1983 držel faktickou moc v zemi a bývá proto označován jako diktátor. Šlo o nejkrvavější období Guatemalské občanské války (viz guatemalská genocida). V roce 2013 byl shledán odpovědným za masakry domorodého obyvatelstva, konkrétně 1771 osob z mayského kmene Ixilů z provincie El Quiché; režim Indiány decimoval pro podezření z podpory levicových povstaleckých skupin. Dne 10. května téhož roku byl odsouzen na 50 let za genocidu a na dalších 30 let za zločiny proti lidskosti. Lidskoprávní organizace, např. Amnesty International, přivítaly tento rozsudek jako průlomový pro Latinskou Ameriku.
Montt vystudoval americký vojenský institut School of the Americas v Panamě (Spojené státy byly posléze spojencem guatemalských vojenských diktatur). V roce 1978 přestoupil z katolictví k letniční protestantské církvi. Zastával různé politické funkce až do roku 2012.